# Herb Snitzer
Herb Snitzer (vlastním jménem Herbert D. Snitzer; listopad 1932 – 31. prosince 2022) byl americký fotograf, který fotografoval jazzové hudebníky v 50. a 60. letech 20. století.

## Životopis
Žil v St. Petersburgu na Floridě a v roce 2014 si otevřel vlastní galerii Jeho práce byly vystaveny na samostatných výstavách ve Floridském muzeu fotografických umění, Museum of Fine Arts (St. Petersburg, Florida) a William Breman Jewish Heritage &amp; Holocaust Museum.
Snitzer zemřel na komplikace Parkinsonovy choroby 31. prosince 2022 ve věku 90 let.

## Publikace

### Knihy od Snitzera
- Living at Summerhill: A Photographic Documentary on A. S. Neill's Pioneering School. MacMillan, 1968. ISBN 978-0020157502.
- Today is for Children: Numbers Can Wait. MacMillan, 1972.
- Jazz: A Visual Journey. Notables, 1999.
- Glorious Days and Nights: A Jazz Memoir. University Press of Mississippi, 2011.

### Knihy s ostatními
- The New York I Know. By Marya Mannes. Lippincott, 1961. Photographs by Snitzer.
- Reprise, The Extraordinary Revival of Early Music. With Joel Cohen. Little Brown, 1985.

## Samostatné výstavy
- Faces and Places: One Man Show by Herb Snitzer, Florida Museum of Photographic Arts, Tampa, Florida, 2001
- Herb Snitzer: Celebrating Fifty Years in Photography, Museum of Fine Arts (St. Petersburg, Florida), Saint Petersburg, Florida, 2007[4]
- A Jazz Memoir: Photography by Herb Snitzer, William Breman Jewish Heritage &amp; Holocaust Museum, Atlanta, Georgia, 2020[5]

## Sbírky
Snitzerovo dílo se nachází v následujících stálých sbírkách:
- Minneapoliský institut umění, Minneapolis, Minnesota: 5 výtisků (ke 14. lednu 2023)[7]
- Muzeum moderního umění, New York: 1 výtisk (ke 14. lednu 2023)[8]